# Битка при Карийон
Битката при Карийон е едно от най-големите и значителни сражения от Френската и индианска война, от 6 до 8 юли 1758 г., близо до френския форт Карийон. Завършва с победа на френската армия, ръководена от Луи-Жозеф дьо Монкалм.

## Предистория
Британското правителство, обезпокоено от успехите на френските войски на северноамериканска територия, през 1757 г. решава да проведе три мащабни военни операции на територията на Канада. Една от тези операции, в долината на езерото Шамплейн, е под командването на ген. Джеймс Абъркромби, който не се отличава с особен военен талант, но затова има много здрави връзки с метрополията. Целта на операцията е превземане на френския форт Карийон (по-късно получил името Тикондерога), построен през 1755 г. като база за обсада на английския форт Уилям Хенри, превзет същата година от французите, ръководени от Луи-Жозеф Монкалм.
През 1758 г. положението във френските войски в Северна Америка е просто плачевно. Монкалм е убеден, че Великобритания изпраща голямо количество войски в Канада, докато Франция не може да прави така, тъй като Атлантическият океан е почти изцяло контролиран от британския флот.
Френската войска в Северна Америка се състои от 5000 редовни войници, 6000 доброволци и неизвестно количество войни от съюзните индиански племена. Британската войска наброявала около 50 000 души. За операцията срещу форт Карийон са събрани огромни сили: под развалините на форт Уилям Хенри е събрана армия от 16 000 души под командването на ген. Джеймс Абъркромби. Освен редовните войници, в които влиза и известният шотландски хайландърски батальон, в армията влизат и доброволчески отряди от Кънектикът, Ню Йорк и Ню Джърси (общо около 10 000 души). На разположение на Монкалм към 30 юни са около 3500 души, включително и воините от съюзните индиански племена. Провизиите на форта са достатъчни за по-малко от 9 дни.

## Битката
Британската армия започва настъплението си на 5 юли 1758 г. от северния бряг на езерото Джордж. В същото време Монкалм поставя три батальона на 3 мили от форта, а той заедно с два други батальона, се укрепва на стратегически възвишения в близост до форта, построявайки няколко дървени укрепления. Част от запасите на форта са пренесени в укрепленията.
Британската войска се разполага на северния бряг на езерото Джордж на 6 юли. Придвижването на англичаните към форта е съпроводено от значителни сражения с френската войска. На военен съвет е взето решение фортът да се нападне на 8 юли, което не е в сходство с подхода на френската войска и ген. Леви. Сражението започва на 8 юли с малки сражения на настъпващите англичани с обградилите форта френски отряди. Според плана английската войска се строява в 3 линии и подготвя масивна атака над укрепените възвишения на французите.
В 12:30 е подаден сигнал за атака. Според плана нападението трябва да е едновременно и по целия фронт, но първата колона се отделя напред, нарушавайки бойния ред. Французите имат големи преимущества пред англичаните, тъй като могат да ги атакуват изненадващо, защитени от високите дървени стени. Поради това голяма част от неопитните в подобно положение английски войници загиват от френските атаки. Английската войска буквално е премазана от французите. Кървавата бойна драма продължава до вечерта, когато английското поражение става очевидно. Абъркромби и армията отстъпват назад. На 9 юли остатъка достига лагера, близо до останките на форт Уилям Хенри.